# Noxolo Nogwaza
Noxolo Nogwaza, née en 1987 et tuée le 24 avril 2011, est une militante sud-africaine des droits des personnes LGBT, membre du comité d'organisation des fiertés d'Ekurhuleni.

## Biographie
Née en 1987 à KwaTherma  en Afrique du Sud, est mère de deux enfants.

## Meurtre
Le 24 avril 2011, Noxolo Nogwaza est violée, puis lapidée et poignardée à mort par un groupe d'assaillants à KwaThema (en), province du Gauteng. Noxolo Nogwaza avait passé l'après-midi avec une amie dans un bar, et une vive dispute y avait éclaté entre elle et un groupe d'hommes qui avaient fait des avances à son amie.
La police a découvert le corps, abandonné dans un fossé de drainage, au milieu de préservatifs usagés, d'une bouteille de bière et d'une grosse pierre.
L'agression qui a mené au meurtre de Noxolo Nogwaza semble être un viol correctif. 31 femmes ont été tuées lors de viols correctifs en Afrique du Sud en une décennie, et selon l'ONG Luleki Sizwe, qui porte assistance aux survivantes de ce type d'agression sexuelle, au moins dix lesbiennes sont violées de la sorte dans les environs du Cap, chaque semaine. Human Rights Watch considère que ce meurtre fait partie de « l'épidémie » de crimes de haine contre les homosexuels sud-africains, le rapprochant du meurtre de la footballeuse et militante lesbienne Eudy Simelane, tuée dans le même township trois ans auparavant.
Ses funérailles réunissent plus de 2 000 personnes. Parmi les personnes présentes, certaines ont proféré des menaces contre les auteurs du crime, menaçant d'aller castrer les suspects avec des lames de rasoirs, si la police ne se chargeait pas de les arrêter. 170 000 personnes ont signé, à travers le monde, la pétition demandant aux autorités de considérer l'affaire comme constituant un cas de viol correctif.
Noxolo Nogwaza laisse derrière elle deux enfants en bas âge. Après sa mort, l'ONG américaine GO Campaign (en) a mis sur pied une collecte en ligne, destinée à l'éducation des deux orphelins et à une campagne de promotion de la tolérance destinée aux jeunes du township.
Human Rights Watch et Amnesty International ont qualifié ce meurtre de crime de haine,. Un porte-parole de la police a récusé cette qualification, déclarant « qu'un meurtre est un meurtre », et que la police ne prenait pas en compte l'orientation sexuelle dans ses investigations. Aucune arrestation n'avait encore été faite en novembre 2012.
À cette époque, Amnesty International met cette affaire sur le devant de la scène lors de sa campagne de sensibilisation « Write for Rights », appelant par la voix de Jeremy Irons à une reprise des investigations dans le cadre de l'enquête.

## Dans la culture
Le drame qui a vu la mort de Noxolo Nogwaza a inspiré plusieurs artistes. Jean-Christophe Pol, avec le scénariste Jean-Christophe Morandeau, lui dédient la bande dessinée Noxolo en 2013. Jeanne Cherhal lui rend hommage dans la chanson Noxolo, sur l'album Histoire de J. en 2014.